# Годен (Ђаковица)
Годен (алб. Goden) је насељено место у општини Ђаковица, на Косову и Метохији. Према попису становништва из 2011. у насељу је живело 72 становника.

## Становништво
Према попису из 2011. године, Годен има следећи етнички састав становништва:
| Националност | 2011.       |
| Албанци      | 72 (100,0%) |
| Укупно       | 72          |

| Демографија | Демографија | Демографија |
| Година      | Становника  | Становника  |
| ----------- | ----------- | ----------- |
| 1948.       | 152         |             |
| 1953.       | 150         |             |
| 1961.       | 180         |             |
| 1971.       | 188         |             |
| 1981.       | 202         |             |
| 1991.       | 274         |             |
| 2011.       | 72          |             |